# Miguel Parra (periodista)
Miguel Parra (Madrid, 1967) es un cineasta, director de cortos, periodista, guionista, presentador de cine y colaborador habitual de los programas de cine de Movistar+, Canal+.
CARRERA PROFESIONAL EN TELEVISIÓN Y PRENSA
Miguel Parra cursó la rama de Imagen y sonido en la Facultad de Ciencias de la Información en la Universidad Complutense de Madrid, aunque fue su paso por el Taller de tecnologías Audiovisuales (TTAV) del Ayuntamiento de Madrid en el curso 1989/1990 el que le abrió las puertas del mundo audiovisual.
El 9 de abril de 1990 entra a formar parte de la plantilla de Canal+, primera televisión de pago privada en España, un proyecto que muchos miraban con escepticismo ante la falta de costumbre en pagar por ver un canal. Desde su primer puesto como Mezclador de continuidad participó en la primera emisión el 8 de junio de 1990, incluso aparecía en la cabecera de los primeros informativos. Enseguida ascendió a Mezclador de Video, participando en míticos programas de esta cadena como las retransmisiones deportivas, los informativos presentados por Carles Francino, el programa deportivo El día después junto al realizador Víctor Santamaría, Los 40 principales o el informativo cinematográfico Primer Plano dirigido por Chema Etxaniz y presentado por Maribel Verdú.
Precisamente en octubre de 1992 entró a formar parte del equipo de este programa en calidad de ayudante de realización de Jesús Generelo. Aunque su trabajo fue como realizador, allí hizo sus primeras colaboraciones como periodista cubriendo importantes rodajes como La muerte y la doncella de Roman Polanski y Festivales como el de San Sebastián. En 1996 pasa a ser uno de los realizadores del programa Magacine, presentado por Jaume Figueras y Ana García-Siñeriz y es el encargado de acudir con los presentadores a Los Ángeles para retransmitir desde allí los Premios Oscar de hecho, Miguel Parra fue uno de los primeros analistas de premios de España (desde 1993, fecha de la primera retransmisión de estos premios en Canal+), en programas como Primer Plano, Magacine, Código Cine, Tentaciones y en las retransmisiones de los premios para Canal+ y más tarde Movistar+ como presentador y editor de contenidos de los mismos, pero sobre todo fue responsable del video-blog A los Oscar Pongo por Testigo que alcanzó notoriedad durante varios años.  
Miguel Parra también ha sido guionista de muchos programas especiales sobre cine y series de televisión en Canal+ y Movistar+: Maquillando entre monstruos (2007), Actores con causa (2008), Paco y amén (2014), Los siete apellidos vascos de Borja Cobeaga (2014), Buscando a Penélope (2009), Guion busca estrella (2010), 20 años de Oscars españoles (2010), Woody Allen es España (2013), Stephen King: La parálisis del miedo (2018) o Creadoras (2022) sobre el auge de las mujeres cineastas en España. 
En 2007 salta delante de la pantalla para presentar programas como Estrella Invitada por donde han pasado directores y actores como Leonardo DiCaprio, Julia Roberts, Javier Bardem, Juliette Binoche, Christopher Nolan, Marion Cotillard, Agustín Almodóvar, Channing Tatum, Cate Blanchet, Viggo Mortensen, Antonio Banderas, Kim Cattrall, Maribel Verdú, Antonio de la Torre, Mario Casas, Javier Cámara o el gran Steven Spielberg.
También condujo el programa debate sobre temas cinematográficos Taller Canal+ al que acudieron importantes cineastas como Alex de la Iglesia, Santiago Segura, Javier Fesser o Isabel Coixet para hablar de sus trabajos o se presentaron taquillazos como 8 apellidos catalanes. Durante unos años también se le pudo ver en las retransmisiones de los Premios Oscars y Globos de Oro. Miguel Parra también ha colaborado en prensa, escribiendo para los periódicos El País o Eldiario.es, en revistas como Zero o Yorokobu y ha participado como tertuliano en el programa La Script durante su etapa en la Cadena SER.
CARRERA PROFESIONAL EN CINE
En 2013 rueda el cortometraje Sin Respuesta, protagonizado por la actriz Natalia Mateo, que se convierte en un premiado título que tuvo una gran repercusión internacional, sobre todo tras su selección en el certamen francés de Clermont-Ferrand que se considera el equivalente al festival de Cannes en el cortometraje. Además de numerosos premios, este trabajo estuvo en la lista corta de aspirantes al Premio Goya de 2014 en la categoría de cortometraje de ficción.
Desde entonces ha rodado 4 cortometrajes más, Rawan16/07 (2016), El jardín de Vero (2018), Circunloquio (2019) y (A)Normal (2021) todos ellos con un marcado carácter social en su temática, con argumentos que han girado en torno a los desahucios, el integrismo religioso, la Memoria Histórica o la visibilidad de los transexuales en su último trabajo en este formato (A)Normal, su trabajo más premiado y visto, emitido en plataformas como Movistar+, Filmin o Prime video a través de Flix Olé.
Además de su trabajo como cineasta y guionista de ficción, también fue vicepresidente de la Coordinadora del cortometraje español y miembro de la comisión del ICAA encargada de repartir las subvenciones selectivas a largometrajes, así como las de proyecto y realizados a cortometrajes durante los años 2017 y 2018.
Actualmente está preparando su primer largometraje, Sebastián en la laguna, basado en la obra homónima de José Luis Serrano publicada por Editorial Egales.

## Trabajos

### Como colaborador en programas de televisión
- Estrella invitada[3][4][5]
- Taller de Canal Plus[6]
- Tentaciones (programa de televisión de España)
- La noche de los Oscar[7][8][9]
- Premios Globo de Oro[10]
- Premios Goya

Programas especiales de Canal+ 
- Guion busca estrella[11]
- Tocadas por Almodovar[12]

### Como director de cortos

#### (A)NORMAL (2021)
Selecciones internacionales:
1. Uruguay: Montevideo World Film Festival[13] (2021)
  - Premio jurado mejor corto
2. India: Kolkata Shorts International Film Festival[14] (2021)
  - Mención especial
3. Reino Unido: London International Monthly Film festival (2021)
  - Mención especial
4. China: Macau International Short Film Festival (2021)
5. Canadá: Edmonton International Film festival[15] (2021)
6. Paraguay: Festival Internacional de Cine Lesbigaytrans[16] (2021)
7. Ecuador: Festival Internacional de Cine de Guayaquil (2021)
8. Uruguay: Cine del mar, Punta del Este[17] (2021)
9. Italia: Social World Film Festival[18] (2021)
10. Alemania: Pride Pictures, Queer Film Festival Karlsruhe (2021)
11. Australia: International Shorts Film Festival Melbourne[19] (2021)
12. Grecia: Shorts Encounters International Film Festival[20] (2021)
  - Nominado mejor corto
  - Nominado mejor guion (Miguel Parra)
  - Nominado mejor actor protagonista (Victor Viruta)
  - Nominado mejor actor de reparto (Edu Ferrés)
  - Nominado mejor actriz de reparto (Natalia Mateo)
  - Nominado ejor montaje (Enrique Garrido)
13. Reino Unido: Nottingham International Film Festival[21] (2021)
  - Premio Best International shortfilm

Selecciones nacionales:
1. Semana de cine de Medina del campo, 29º Certamen nacional de cortometrajes[22] (2021)
2. Formetera Film[23] (2021)
  - Premio del público
3. Libertas Artis[24] (2021)
4. Certamen Audiovisual de Cabra[25] (2021)
  - Mención especial
5. Certamen de Cortometrajes El Pecado[26] (2021)
6. Galapán Film Festival Santiago-Pontones[27] (2021)
7. LECYT Festival de cine y tv Reino de León[28] (2021)
8. BARCIFF Barcelona Indie Filmmakers Festival[29] (2021)
9. FASCOURT Festival de cortos de Masnou[30] (2021)
10. CINHOMO Muestra Internacional de Cine y Diversidad Sexual[31] (2021)
11. SKYLINE Benidorm Film Festival[32] (2021)
12. Islantilla Cinefórum[33] (2021)
13. MOGA Mostro D´Orgull Gandía LGTBI Curtmetratges (2021)
14. Festival de Cine de Alicante (Sección LGTBI)[34] (2021)
15. VALEIFF Valencia Indie film festival[35] (2021)
16. FESCIGU[36] (2021)
17. Festival de Madrid PNR (2021)
18. Cortogenia (2021)

#### El jardín de Vero (2018)
Selecciones:
1. Festival de cine de Media del Campo[37] (2018)
2. Festival de cortometrajes Cortogenia[38] (2018)
3. Benidorm Film Festival[39] (2018)
4. 5º Festival de cortometrajes Requena y ¡Acción![40] (2018)
5. 24 Festival Ibérico de Cinema Cortometrajes[41] (2018)
6. Lasfiba Latin American Short Film Festival[42] Fuera de competencia (2018)
7. Festival de cine de Tarazona[43] (2018)
8. Ibicine[44] (2018)
9. El Festival de Cortometrajes del Órbigo LUNA DE CORTOS[45]  (2018)
10. Festival Internaciona de cine pequeño de Aspe[46]  (2018)
11. FESCIGU[47]  (2018)
12. Festival de cine CORTEN de Calahorra[48]  (2018)
13. Festival de Astorga[49]  (2018)
14. FICCMA Festival internacional de cine de Ciudad Madero (México)[50] (2018)
15. Festival de cine de Madrid[51] (2018)
16. SanFernanCine Festival de cine de San Fernando de Henares[52] (2018)
17. ABycine[53] (2018)
18. Festival de cine de Zaragoza[54] (2018)
19. Certamen Cortos Soria[55] (2018 Fuera de concurso)
20. Aguilar Film Festival: Cortometraje Inauguración[56] (2018 Fuera de concurso)
21. Cine Lebu (Chile)[57] (2019)
22. CreatRivas (Rivas-Vaciamadrid)[58] (2019)
  - Mejor actriz: Natalia Mateo
  - Mejor guion: Miguel Parra

#### Rawan 16/07 (2016)[59]
Selecciones:
1. Festival de cortometrajes Cortogenia (2016)
2. Abycine, festival de cine de Albacete (2016)
3. Festival de cortometrajes de La Orotava (sección OFF) (2016)
4. Festival de cine de Zaragoza (2016)
5. Cortada. Festival de cortometrajes de Vitoria (2016)
6. Festival de cortometrajes de Aguilar de Campoo. Sección Panorama (2016)
7. Festival de Aubagne - Francia (2017)
8. Festival de Ismailia - Egipto (2017)
9. Festival Ibérico de cine (2017)

#### Sin respuesta (2013)[60][61][62]
Selecciones:
1. Festival Iberoamericano de Cortometrajes ABC (FIBABC) (2013) 
  - Premio del público
  - Premio de los críticos del ABC
2. Festival de Aguilar de Campoo (2013)
  - Mejor actriz
  - Mejor guion
3. Festival de Málaga Cine en Español (2014)
  - Mejor actriz
4. Festival de cine mediterráneo de Tetuan (2014)
  - Mención especial
5. Festival de cortometrajes de Astorga (2014)
  - Mejor actriz
  - 2º premio mejor cortometraje
6. DC short film festival, Washington D. C. (2014)
  - Premio del público.
  - Palma en corto (2015)
  - Mención especial del jurado
7. Premios Goya (2015)
  - Candidato al mejor corto de ficción
8. Festival de cortometrajes de Clermont-Ferrand (2014)
9. Festival de cortometrajes Cortogenia (2013)
10. FEC Barcelona (2014)
11. Piélagos en Corto (2014)
12. Festival de cortometrajes de Medina del campo (Sección cine social) (2014)